# Medaglia alla memoria della difesa nazionale del Tirolo del 1848
La medaglia alla memoria della difesa nazionale del Tirolo del 1848 fu una medaglia di benemerenza dell'Impero austriaco.

## Storia
La medaglia venne istituita nel 1849 dall'imperatore Francesco Giuseppe per ricompensare i soldati e gli ufficiali dell'esercito imperiale austriaco che si fossero distinti nella difesa del Tirolo durante le insurrezioni popolari del 1848.

## Insegne
La medaglia consisteva in un disco circolare d'argento che riportava, sul diritto, il volto dell'imperatore Francesco Giuseppe voltato a sinistra, coronato d'alloro ed accompagnato dalla scritta FRANZ JOSEPH I.KAISER VON OESTERREICH con sotto la firma dell'incisore K. LANGH. Sul retro, al centro, la medaglia riportava una decorazione circolare a gigli con all'interno la scritta DEM / TIROLER / LANDES / VERTHEIDIGER / 1848. Attorno alla decorazione circolare si trovava la legenda MIT GOTT FÜR KAISER UND VATERLAND *.
Il nastro della medaglia era bianco e verde.